# Ichneumon omiensis
Ichneumon omiensis là một loài tò vò trong họ Ichneumonidae.